# Cyphocarioides elongatus
Cyphocarioides elongatus is een vlokreeftensoort uit de familie van de Cebocaridae. De wetenschappelijke naam van de soort is voor het eerst geldig gepubliceerd in 1970 door Birstein & M. Vinogradov.